# Tinariwen
Тинаривен је музичка група коју чине туарешки музичари из пустиње Сахаре, са севера Малија. Реч тинаривен на тамашек језику, једном од језика туарега, означава „пустиње“, односно „напуштена места“.
Група је формирана 1979. године у избегличком кампу у Либији, али се вратила деведесетих у Мали, после смиривања сукоба. Бива запажена, ван региона Сахаре, 2001. године са албумом The Radio Tisdas Sessions и наступима на фестивалима у Малију (Festival au Désert) и Данској (Roskilde Festival). Њихова популарност на међународном нивоу се разраста изласком, од критике веома добро прихваћеног, албума Aman Iman у 2007. години.
Тинаривен група је објавила свој пети албум Tassili, 30. августа 2011. Албум је касније освојио Греми награду за најбољи албум у жанру етно (world) музике.

## Музички стил
Звук бенда Тинаривен краси електрична гитара уз повремено преплитање са звуком акустичне гитаре, а своје мело-фразе ритмички подражавају пљескањем и ударањем ручних бубњева. Овај примарно гитарски звук одражава стил који Туарези називају асоуф (assouf).

## Чланови бенда
Тинаривен је одувек била шаролика скупина музичара који у различитим комбинацијама наступају на концертима и снимају албуме. Ово је последица номадског начина живота Туарега и потешкоћа у комуникацији и саобраћају у регији пустиње Сахаре. Најактивнији чланови овог колектива су:
- Ибрахим Аг Алхабиб - гитара, вокал
- Хасан Аг Тоухами (познат и као Алхасане Аг Тоухами) - гитара, вокал
- Абдулах Аг Алхусејни - акустична гитара, вокал
- Ејаду Аг Лекхе - бас-гитара, акустична гитара, кабаса, вокал, пратећи вокал
- Саид Аг Ајад - перкусије, пратећи вокал
- Елага Аг Хамид - гитара, пратећи вокал
- Абдулах Аг Ламида - гитара, пратећи вокал
- Мухамед Аг Тахада - перкусије

## Награде
- BBC Radio 3 Award for World Music у категорији Африка 2005.
- Награда часописа Songline за најбољу групу 2012.
- Награда Греми за најбољи world албум - албум Tassili 2012.

## Дискографија
- The Radio Tisdas Sessions (2001)
- Amassakoul (2004)
- Aman Iman (2007)
- Imidiwan (2009)
- Tassili (2011)
- Emmar (2014)
- Elwan (2017)
- Almadjar (2019)

## Галерија
- Наступ групе у Бечу (2011)
- Ибрахим Аг Алхабиб (2011)
- Хасан Аг Тоухами (2011)
- Абдулах Аг Алхусејни (2011)
- Ејаду Аг Лекхе (2011)
- Саид Аг Ајад (2011)